# Luisburgo
Luisburgo é um município brasileiro do estado de Minas Gerais. Sua população recenseada em 2022 era de 6 956 habitantes.

## História
Em 1901, foi criado o distrito de São Luís, subordinado ao município de Manhuaçu. Em 1923, o seu nome é modificado para Luisburgo. Em 1995, o local é elevado a município e é instalado a 1 de janeiro de 1997.